# Ha (Bhutan)
Ha (o Haa) è un centro abitato del Bhutan, situato nel distretto di Haa.